# Leucauge polita
Leucauge polita är en spindelart som först beskrevs av Eugen von Keyserling 1893.  Leucauge polita ingår i släktet Leucauge och familjen käkspindlar.
Artens utbredningsområde är Guatemala. Inga underarter finns listade i Catalogue of Life.